# On Silent Wings
On Silent Wings ist ein Lied von Tina Turner feat. Sting aus dem Jahr 1996, das von Tony Joe White und James Ralston geschrieben und von Trevor Horn produziert wurde. Es erschien auf dem Album Wildest Dreams von Tina Turner.

## Hintergrund
Tony Joe White und James Ralston schrieben den Song. Neben der Singleversion wurde auch eine Country-beeinflusste Version mit zusätzlichen Gitarrenspuren herausgebracht. Dies erschien später auch auf der Kompilation All the Best aus dem Jahr 2004, auf der auch eine zweite alternative Version zu hören war. Auf einigen Singleformaten war auch der Song Do Something, der von Holly Knight und Mike Chapman geschrieben wurde. Auch dieser wurde von Trevor Horn produziert.

## Rezension
Larry Flick von Billboard schrieb: „On the eve of La Tina's first stateside concert tour in eons, Virgin plucks one of the strongest and more radio-friendly tunes from the diva's gorgeous (and sadly underappreciated) current disc, Wildest Dreams. Her worldly perspective adds depth to the lyrics of this melancholy rock ballad, which also shows producer Trevor Horn tempering his signature melodramatic keyboard sound with subtle acoustic strumming that never distracts the ear from Turner. Additional programming incentive comes from a laid-back cameo by Sting, though this lovely single would merit the ardent attention of pop, triple-A, and even mainstream rock radio without such stunt casting.“

## Charts und Chartplatzierungen
| ChartsChartplatzierungen     | Höchstplatzierung | Wochen |
| ---------------------------- | ----------------- | ------ |
| Deutschland (GfK)            | 55 (13 Wo.)       | 13     |
| Österreich (Ö3)              | 30 (8 Wo.)        | 8      |
| Vereinigtes Königreich (OCC) | 13 (7 Wo.)        | 7      |